# Yigoga wiltshirei
Yigoga wiltshirei là một loài bướm đêm trong họ Noctuidae.